# 谢尔盖·季莫费耶维奇·科年科夫
谢尔盖·季莫费耶维奇·科年科夫（俄语：Сергей Тимофе́евич Конёнков，1874年7月10日（6月28日）—1971年12月9日），是苏联雕塑家、艺术家，被赞誉为“俄罗斯的罗丹”。

## 生平
1874年，出生于农民家庭。
1892年，在莫斯科绘画雕塑建筑中学学习。
1899年，在圣彼得堡皇家美院学习。
1905年，开始创作大量肖像作品。
1924年，移居美国。
1945年，返回苏联。
1971年，在莫斯科去世，安葬于新圣女公墓。